# فرودگاه ال آی سی. میگوئل دلا مادرید
فرودگاه ال آی سی. میگوئل دلا مادرید (به انگلیسی: Lic. Miguel de la Madrid Airport) (به زبان بومی: Colima Airport) یک فرودگاه همگانی مسافربری با کد یاتا CLQ است که یک باند فرود آسفالت دارد و طول باند آن ۲۳۰۰ متر است. این فرودگاه در کشور مکزیک قرار دارد و در ارتفاع ۷۵۲ متری از سطح دریا واقع شده است.